# Turið Sigurðardóttir

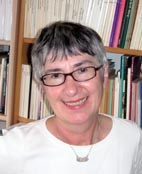
Turið Sigurðardóttir.

Turið Sigurðardóttir (* 12. August 1946 in Kopenhagen) ist eine färöische Literaturwissenschaftlerin, Autorin und Übersetzerin. Sie lebt in Tórshavn und lehrt an der Universität der Färöer.
Turið wurde 1946 als Tochter von Sigrið av Skarði und Sigurð Joensen geboren. Sigurðardóttir bedeutet „Sigurðs Tochter“ und ist ein patronymischer Nachname nach der (wieder eingeführten) färöischen Namenskonvention. Ursprünglich hieß sie Turið Sigurðardóttir Joensen.
Turið Sigurðardóttir schloss 1976 ihr Studium in Island in isländischer Sprache und Literatur sowie allgemeiner Literaturgeschichte ab. 1987 folgte der Magister in allgemeiner Literaturwissenschaft an der Universität Kopenhagen.
An der Universität der Färöer arbeitete sie bereits 1976–78 und seit 1986. Dort ist sie Lektorin für Literaturwissenschaft mit den Forschungsschwerpunkten färöische Literaturgeschichte, Kinderliteratur, Dichtung und dem Lebenswerk ihres Großvaters Símun av Skarði. Weiterhin lehrt sie Übersetzungswissenschaft.
Als Literaturwissenschaftlerin ist sie Mitglied in diversen Räten, wie dem ihrer Universität, dem färöischen Sprachrat und des Rates zur Vergabe des färöischen Literaturpreises. Sie vertritt den färöischen Schriftstellerverband bei der Vergabe des Literaturpreises des Nordischen Rates, und an der Universität Kopenhagen tritt sie als Prüferin in Erscheinung.
Turið Sigurðardóttir ist die Autorin unzähliger literaturwissenschaftlicher Artikel und Literaturkritiken meist färöischer Autoren. Sie legte ein Lehrbuch für Isländisch auf Färöisch vor und übersetzte Autoren wie Halldór Laxness und Astrid Lindgren ins Färöische. Damit liegt Pippi Langstrumpf seit 1993 in der kleinsten nordgermanischen Sprache vor. Neben der Pippi-Langstrumpf-Reihe ist die Herausgabe des Gesamtwerks von Símun av Skarði in sieben Bänden ihr umfangreichstes Werk.
Der Artikel in Kindlers Literaturlexikon über die färöische Literatur (in Band 20) wurde ebenfalls von Turið Sigurðardóttir verfasst.
Im Rahmen der 2003 beschlossenen kulturellen Zusammenarbeit der Färöer mit den Shetlandinseln organisierte sie die erste gemeinsame wissenschaftliche Konferenz, die 2006 auf Shetland stattfand und vom Wirken des färöischen Sprachwissenschaftlers Jakob Jakobsen handelte, der für beide Länder gleichermaßen von Bedeutung war.

## Werke
- Bókmentasøgur. Greinasavn. Føroya Fróðskaparfelag 2004. (Artikelsammlung zur Literaturgeschichte)
- Hugtøk í bókmentafrøði. Sprotin 1998.
- Sigert. Ungu Føroyar 1994.
- Lærið íslendskt 1. Mállæra. Føroya Skúlabókagrunnur 1987. (Lehrbuch für Isländisch)
- Lærið íslendskt 2. Tekstir og orðasavn. Føroya Skúlabókagrunnur 1987. (Texte und Glossar zum Lehrbuch)
- Lærið íslendskt Ljóðband. Føroya Skúlabókagrunnur 1987. (Kassettentonband zum Lehrbuch)

### Übersetzungen
- Halldór Laxness: Salka Valka. Ungu Føroyar. Tórshavn 2005.
- Astrid Lindgren: Pippi heldur føðingardag. Bókadeild Føroya Lærarafelags 2000.
- Astrid Lindgren: Pippi í Suðurhøvum. Bókadeild Føroya Lærarafelags 1999.
- Astrid Lindgren: Kennir tú Pippi Langsokk? Bókadeild Føroya Lærarafelags 1996.
- Maria Gripe: Hugo og Josefina. Bókadeild Føroya Lærarafelags 1996.
- Maria Gripe: Hugo. Bókadeild Føroya Lærarafelags 1996.'
- Astrid Lindgren: Pippi fer umborð. Bókadeild Føroya Lærarafelags 1995.
- Amy Tan: Eydnufelagið. Sprotin. 1993.
- Astrid Lindgren: Pippi Langsokkur. Bókadeild Føroya Lærarafelags. 1993.
- Halldór Laxness: Salka Valka 1 og 2. Emil Thomsen 1972, 1978

### Herausgaben
- Modernaðir teoretikarar. Átta greinir. Setursrit 2. Føroya Fróðskaparfelag 2005.
- Símun av Skarði: Streingir, ið tóna i-VII. Ritsavn. Fannir 1998–2004.
- Christian Matras: Aldarminning. Føroya Fróðskaparfelag 2002.
- Jørgen-Frantz Jacobsen: Vit skulu sjálvir. Greinir úr Tingakrossi 1925–1935. Fannir 2000.
- Úthavsdagar. Føroya Fróðskaparfelag/Norðurlandahúsið. Saman við Maluni Marnersdóttur. 2000.
- Sigurð Joensen: Tekstir 1940–1992. Ungu Føroyar 1998.
- Sigurð Joensen: Kjørbreyt. Ungu Føroyar 1998.
- Märta Tikkanen: Kærleikssøga aldarinnar. Laura Joensen týddi. Skúlaútgáva, saman við Bergljót av Skarði. Føroya Skúlabókagrunnur/Rúsdrekka- og narkotikaráðið 1998.
- Halldór Laxness: Íslandsklokkan 1. bók. Sigurð Joensen týddi. Skúlaútg. v/inngangi. Føroya Skúlabókagrunnur/Ungu Føroyar 1997.
- Fyrste ferda bort. Færøyske noveller. Det Norske Samlaget 1993. Saman við Gudlaug Nedrelid og Idar Stegane.
- Frændafundur 1–4. Rit frá før.-ísl. ráðstevnum við Háskóla Íslands og á Fróðskaparsetri Føroya 1992–2001. Saman við Magnúsi Snædal.
- Sigurð Joensen: Eg stoyti heitt 1 og 2. Savnrit. Mentunargrunnur Studentafelagsins 1987.
- Brá 1982–93 saman við øðrum. (Literaturzeitschrift)